# 吉尔吉斯斯坦—塔吉克斯坦边境
吉尔吉斯斯坦－塔吉克斯坦边境是指吉尔吉斯斯坦与塔吉克斯坦之間的边界，兩國國界長984（611英里），起點和終點分別位於兩國與乌兹别克斯坦的三邊交界至兩國与中华人民共和国的三邊交界。吉尔吉斯斯坦境内有两个塔吉克斯坦飛地，分別是沃鲁赫和洛拉佐。